# Consapevolezza situazionale
La consapevolezza della situazione (conoscenza situazionale o in inglese situational awareness, anche abbreviata in SA) è la percezione di elementi ed eventi ambientali rispetto al tempo o allo spazio, la comprensione del loro significato e la proiezione del loro stato dopo che alcune variabili sono cambiate, come il tempo, o un’altra variabile, come un evento predeterminato.
È anche un campo di studio che riguarda la comprensione dell'ambiente critico per i responsabili delle decisioni in aree complesse e dinamiche, a partire dal trasporto aereo, il controllo del traffico aereo, la navigazione, le operazioni in centrali elettriche, il comando e controllo militare e servizi di emergenza come quello antincendio e la polizia, fino a compiti più ordinari ma comunque complessi, come guidare un'automobile o andare in bicicletta.
La consapevolezza della situazione implica l’essere consapevoli di ciò che sta accadendo nelle vicinanze per capire come le informazioni, gli eventi e le proprie azioni avranno un impatto su obiettivi e traguardi, sia immediatamente che nel prossimo futuro. Una persona con un senso appropriato ha generalmente un alto grado di conoscenza rispetto agli input e output di un sistema, un "sentire" innato per situazioni, persone ed eventi che si manifestano a causa delle variabili che il soggetto può controllare.
La mancanza o l'inadeguatezza della consapevolezza della situazione è stata identificata come uno dei fattori principali negli incidenti attribuiti all'errore umano. Pertanto, essa è particolarmente importante negli ambienti di lavoro in cui il flusso di informazioni può essere piuttosto elevato e le decisioni sbagliate possono portare a conseguenze gravi (come il pilotaggio di un aereo, l’azione di un soldato o il trattamento di pazienti gravemente malati o feriti).
Come descritto di seguito, tre aspetti di SA sono stati messi a fuoco nella ricerca, vale a dire stati, sistemi e processi di SA:
- Stati di SA: si riferiscono alla reale consapevolezza della situazione.
- Sistemi di SA: si riferiscono alla distribuzione di SA in team e tra oggetti nell'ambiente ed allo scambio di SA tra parti di sistema.
- Processi di SA: si riferiscono all'aggiornamento degli stati di SA ed a ciò che guida il cambio momentaneo di SA[3].

La definizione formale della consapevolezza della situazione è suddivisa in tre fasi: 
1. Percezione degli elementi nell'ambiente
2. Comprensione della situazione
3. Proiezione dello stato futuro

Avere una SA completa, accurata e aggiornata istante per istante è essenziale, laddove la complessità tecnologica e situazionale della persona che deve prendere una decisione (decision maker) è una criticità. La consapevolezza della situazione è stata riconosciuta come la base critica, ma spesso elusiva, per il successo del processo decisionale in un'ampia gamma di sistemi complessi e dinamici, tra cui: aviazione, controllo del traffico aereo, navigazione, assistenza sanitaria, risposta alle emergenze, operazioni militari di comando e controllo, gestione di piattaforme petrolifere in mare aperto e di centrali nucleari.

## Storia
Sebbene il termine stesso sia piuttosto recente, il concetto di situational awareness ha radici nella storia della teoria militare: ad esempio, è riconoscibile nell'opera L’arte della guerra di Sun Tzu.
L’origine del concetto di SA può essere fatta risalire alla prima guerra mondiale, dove fu riconosciuto come una qualità cruciale per gli equipaggi degli aerei militari.

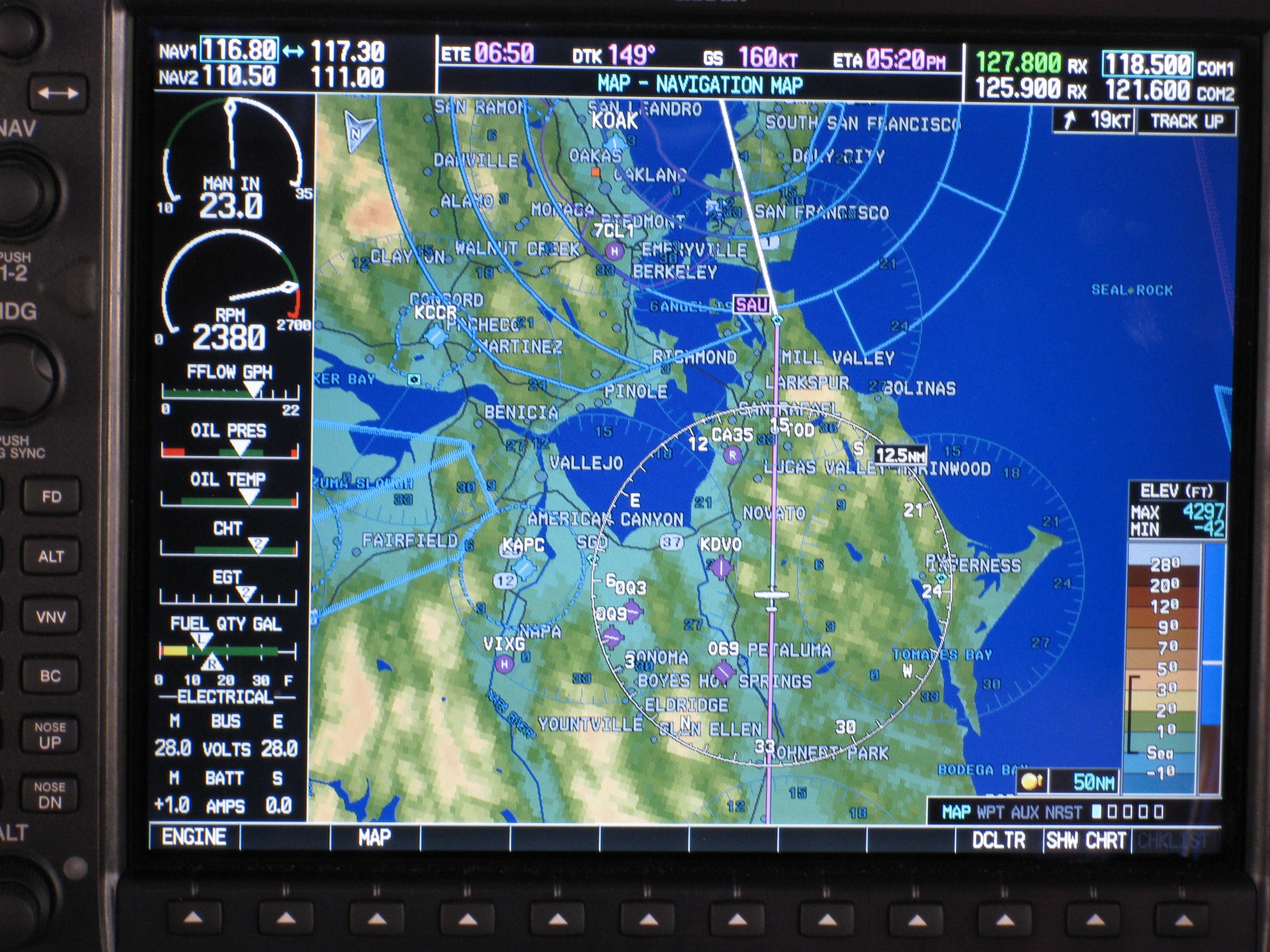
Uno schermo MFD di un Garmin G1000 che mostra le indicazioni di navigazione ed i diversi parametri di funzionamento del motore

Esistono prove del fatto che il termine situational awareness sia stato impiegato per la prima volta alla Douglas Aircraft Company nel corso della ricerca ingegneristica sulla importanza del fattore umano, durante lo sviluppo di sistemi di visualizzazione di stato verticali (Variometri) e orizzontali (HSI) e la valutazione del posizionamento del controllo digitale per la futura generazione di aerei commerciali. Erano programmi di ricerca sull’interazione fra l’equipaggio ed il computer di bordo e la misurazione del carico di lavoro mentale basati sul concetto di misurazione della situational awareness da una serie di esperimenti che valutavano la consapevolezza delle possibili eventualità durante il processo di apprendimento, successivamente estesi al carico di lavoro mentale e di fatica.
La situational awareness appare nella letteratura tecnica fin dal 1983, nella descrizione dei vantaggi di un prototipo di display di navigazione touch-screen.
Durante i primi anni '80, sono stati sviluppati display integrati di "situazione verticale" e di "situazione orizzontale" per gli aerei commerciali, per sostituire insiemi di più strumenti elettromeccanici. Le visualizzazioni di situazione integrata combinavano le informazioni di diversi strumenti per consentire un accesso più efficiente ai parametri di volo critici, migliorando così la situational awareness e riducendo il carico di lavoro del pilota.

### Filosofia del "Dark Cockpit"
L'integrazione delle varie sorgenti di informazioni in un sistema centralizzato e la sempre più massiccia presenza di controlli automatici a basso livello hanno reso possibile alleggerire il carico di lavoro dei piloti, per poterne aumentare la situational awareness concentrandone l'attenzione sui parametri più importanti. Nella filosofia Dark Cockpit (cockpit al buio) non è più il pilota che deve andare alla ricerca della possibile anomalia controllando uno ad uno tutti gli strumenti a disposizione, ma è il sistema che mette in evidenza il parametro anormale accendendo spie o presentando il relativo messaggio sui display.
Questo tipo di sistemi, tra l'altro, sono anche in grado di discriminare il grado di pericolosità dell'anomalia, evitando di distrarre l'attenzione del pilota nelle fasi più critiche (decollo ed atterraggio) con anomalie di lieve entità che possano essere prese in considerazione in una fase successiva del volo, più tranquilla. Durante il normale funzionamento, infatti, in un moderno glass cockpit sono presentate solo le informazioni strettamente necessarie al volo, oscurando al pilota tutte le indicazioni con parametri nella norma.
Prima di venire ampiamente adottato dai ricercatori del campo dei fattori umani negli anni '90, si dice che il termine sia stato usato da parte dell'equipaggio di caccia dell'aviazione statunitense (USAF) che tornava dalla guerra in Corea ed in Vietnam. Essi si erano accorti che avere una buona SA era un fattore decisivo negli scontri aerei, definendolo come “ace-factor” (il "fattore asso"): la sopravvivenza in un combattimento aereo ravvicinato (dogfight) era tipicamente questione di saper osservare la mossa fatta in quel momento dall'avversario e riuscire ad anticipare la sua prossima mossa una frazione di secondo prima che questo potesse osservarla e anticiparla lui stesso. I piloti USAF arrivarono anche ad equiparare la SA con le fasi di "osservare" e "orientare" del famoso ciclo “osserva->orienta->decidi->agisci” (OODA loop) o ciclo di Boyd, come descritto dal teorico di guerra USAF Col. John Boyd. Durante un combattimento, la strategia vincente è quella di "entrare" all’interno del loop OODA del proprio avversario, non solo rendendo più rapide le proprie decisioni, ma anche avendo una SA migliore di quella del proprio avversario, e persino cambiando la situazione in modi che l'avversario non può monitorare o persino comprendere. Perdere la propria SA, al contrario, equivale ad "uscire fuori dal loop OODA".
Chiaramente, la SA ha applicazioni di vasta portata, poiché è necessario che individui e team lavorino efficacemente nel loro ambiente. Quindi, stiamo iniziando a vedere una SA che va oltre il campo dell'aviazione per venire applicata a lavori effettuati in una vasta gamma di ambienti: attualmente, la SA viene studiata in aree estremamente diverse come il controllo del traffico aereo, il funzionamento delle centrali nucleari, il funzionamento dei veicoli e l'anestesiologia.

## Concetti correlati
in questa sezione sono brevemente descritti diversi processi cognitivi legati alla situational awareness. La tabella seguente prova ad illustrare la relazione tra alcuni di questi concetti. Si noti che la situational awareness e la valutazione situazionale sono più comunemente discussi in domini complessi di fusione di informazioni come nelle operazioni aeronautiche e militari, e si riferiscano maggiormente al raggiungimento di obiettivi tattici immediati. 
Invece, I concetti di farsi un’idea e di raggiungere la comprensione si trovano più comunemente nell'industria e nella letteratura sulla psicologia organizzativa, e spesso si riferiscono al conseguimento di obiettivi strategici a lungo termine.
|           |                                   | Fase                                              | Fase                                                |
| Processo  | Risultato                         |                                                   |                                                     |
| --------- | --------------------------------- | ------------------------------------------------- | --------------------------------------------------- |
| Obiettivo | Tattico (a breve termine)         | valutazione situazionale (situational assessment) | consapevolezza situazionale (situational awareness) |
| Obiettivo | Strategico (a lungo termine)      | farsi un’idea (sensemaking)                       | comprendere (understanding)                         |
| Obiettivo | Scientifico (a più lungo termine) | analisi                                           | predizione                                          |

### Comprensione situazionale (Situational understanding)
Talvolta la situational awareness viene confusa con il termine "comprensione situazionale". Nel contesto delle applicazioni militari di comando e controllo, la comprensione situazionale si riferisce a:
La situational awareness è la stessa descritta dal 2º livello di SA (Level 2 SA) nel modello di Endsley: la comprensione del significato dell'informazione come integrata l'una con l'altra e in termini di obiettivi dell'individuo: è la risposta alla domanda: "e allora?" (so what?) dei dati che vengono percepiti.

### Valutazione situazionale
In breve, la consapevolezza della situazione è vista come "uno stato di conoscenza" e la valutazione situazionale come "i processi" utilizzati per raggiungere tale conoscenza:
(Mica R. Endsley, Texas Tech University, Lubbock, TA)
Si noti che la situational awareness non è prodotta solo dai processi di valutazione situazionale, ma guida anche quegli stessi processi in modo ricorrente. Ad esempio, la propria consapevolezza attuale può determinare a cosa si presta attenzione e come si interpretano le informazioni percepite.

### Modelli mentali
Il possesso di modelli mentali precisi è uno dei prerequisiti per il raggiungimento della situational awareness. Un modello mentale può essere descritto come un insieme di strutture di conoscenza ben definite, altamente organizzate ma dinamiche sviluppate nel tempo dall'esperienza.
Il volume di dati disponibili inerenti a ambienti operativi complessi può travolgere la capacità dei decisori inesperti al momento di partecipare, elaborare e integrare queste informazioni in modo efficiente, con conseguente sovraccarico di informazioni e impatto negativo sulla loro situational awareness. Al contrario, i decisori esperti valutano e interpretano la situazione attuale (1º e 2º livello di situational awareness) e selezionano un'azione appropriata basata su modelli concettuali memorizzati nella loro memoria a lungo termine come "modelli mentali". Gli spunti provenienti nell'ambiente attivano questi modelli mentali, che a loro volta guidano il loro processo decisionale.

### Farsi un'idea (Sensemaking)
Si distingue tra la situational awareness ed il farsi un'idea come segue:
(Klein, Moon e Hoffman)
In breve, il farsi un'idea è visto più come
(Klein, Moon e Hoffman)
piuttosto che lo stato delle conoscenze alla base della situational awareness. 
Endsley sottolinea che, in quanto processo complesso, il farsi un'idea sta prendendo in considerazione un sottoinsieme dei processi utilizzati per mantenere la situational awareness. 
Nella stragrande maggioranza dei casi, la situational awareness è istantanea e fatta senza sforzo, procedendo dal riconoscimento di modelli di fattori chiave nell'ambiente: 
(Mica R. Endsley, Texas Tech University, Lubbock, TA)
Sempre Endsley sottolinea inoltre che il farsi un'idea è focalizzato all'indietro, formando le ragioni per gli eventi passati, mentre la situational awareness è in genere lungimirante, proiettando ciò che è probabile che accada al fine di informare i processi decisionali efficaci.

## Modello teorico
La situational awareness può essere descritta in termini di un quadro olistico di sistemi, stati e processi di situational awareness.
Le descrizioni di situational awareness di solito si concentrano su uno dei tre aspetti o su loro combinazioni. Gli stati di situational awareness possono essere descritti come:
- Oggetti : consapevolezza di vari oggetti nel mondo e il loro stato attuale. Gli oggetti e il loro stato possono essere indicativi di situazioni particolari (che stanno per accadere, che sono in corso, ecc.). Quindi vengono spesso indicati come segnali o indizi.
- Inquadrature (frames) : consapevolezza del tipo di situazione in corso, ad esempio un'incursione di pista, in cui un aereo sta per scontrarsi con un oggetto che è stato posto sulla pista stessa.
- Implicazioni : consapevolezza degli oggetti all'interno dell'inquadratura, di ciò che indica il loro stato corrente in una particolare situazione. Ad esempio le implicazioni della velocità attuale dell'aeromobile e la sua distanza da un oggetto posto sulla pista, in una situazione di incursione di pista. Le implicazioni si riferiscono al tempo ed allo spazio, a un orizzonte di eventi.
- Orizzonte degli eventi : consapevolezza dei piani e degli eventi nel tempo e nello spazio. Comprende la consapevolezza di ciò che è accaduto (è utile per la diagnosi, per ottenere la situational awareness, per inquadrare situazioni). Comprende anche la prognosi, la consapevolezza di cosa potrebbe accadere in seguito. Ciò include da un lato una consapevolezza sia di ciò che potrebbe accadere in base alla diagnosi e della situazione attuale, sia dall'altro una consapevolezza dei piani e delle intenzioni attuali.

Tutti e quattro gli aspetti possono guidare i processi di situational awareness. Essendo consapevoli dello stato di particolari oggetti (spunti, segnali o indizi - cues), si potrebbe dedurre che situazioni particolari sono in corso e inquadrare gli oggetti di conseguenza. I segnali poi guidano il reinquadrarsi delle situazioni. Avendo una particolare inquadratura, o pre-concezione di una certa situazione, ciò può guidare la percezione degli oggetti. Ad esempio, avendo notato che sta per verificarsi un atterraggio, un controllore del traffico aereo di solito cercherà possibili oggetti specifici nell'ambiente circostante ed aggiornerà la consapevolezza del loro stato. Inoltre, avendo realizzato le implicazioni degli oggetti del loro stato, questo guida il processo di cosa attendersi in seguito. Ad esempio, sapendo che un veicolo si sta avvicinando a una pista in cui sta per essere effettuato un atterraggio, un controllore del traffico aereo può monitorare i suoi movimenti. 
Anche la consapevolezza dell'orizzonte degli eventi può guidare la situational awareness, ad esempio se si prevede di dover fermare l'auto in una stazione di servizio, si possono cercare i segnali che ne indicano una.
Inoltre, per descrivere la situational awareness ad esempio all’interno di squadre, è necessario considerare la sua distribuzione, ad esempio in termini di:
- situational awareness condivisa (Shared SA): quale SA hanno in comune i diversi partecipanti
- situational awareness dei compiti (Task SA) : quale SA hanno i diversi partecipanti per poter svolgere i propri compiti
- situational awareness transattiva (Transactive SA): scambio di SA tra diverse parti del sistema
- situational awareness immagazzinata (Buffering SA) : consapevolezza di diverse viste di situazioni (ad esempio, diverse inquadrature), in varie parti del sistema.

### Il modello di Endsley
Il modello di stati di situational awareness sopra estende un più vecchio (ma più semplice) modello teorico di situational awareness, fornito dalla Dr.ssa Mica Endsley (1995b), che è stato storicamente ampiamente utilizzato. Il modello di Endsley descrive gli stati della situational awareness e illustra tre stadi o fasi della sua formazione: percezione, comprensione e proiezione.
1. Percezione (Level 1 SA) : il primo passo per raggiungere la situational awareness è quello di percepire lo stato, gli attributi e le dinamiche degli elementi rilevanti nell'ambiente. Pertanto, il Level 1 SA, il livello più basilare di SA, coinvolge i processi di monitoraggio, rilevamento dei segnali e riconoscimento semplice, che portano alla consapevolezza di più elementi situazionali (oggetti, eventi, persone, sistemi, fattori ambientali) ed i loro attuali stati (posizioni, condizioni, modalità, azioni).
2. Comprensione (Level 2 SA) : il prossimo passo nella formazione di situational awareness comporta una sintesi di elementi di SA del Level 1, disgiunti attraverso i processi di riconoscimento, interpretazione e valutazione del modello. il Level 2 SA richiede l'integrazione di queste informazioni per capire in che modo inciderà sugli obiettivi ed i fini dell'individuo. Ciò include lo sviluppo di un quadro completo del mondo o di quella parte del mondo di interesse per l'individuo.
3. Proiezione (Level 3 SA) : il terzo e il più alto livello di situational awareness comporta la capacità di proiettare le azioni future degli elementi nell'ambiente. Il Level 3 SA viene raggiunto attraverso la conoscenza dello stato e la dinamica degli elementi e la comprensione della situazione (Level 1 e Level 2 SA), e quindi estrapolando queste informazioni in tempo per determinare come influenzerà gli stati futuri dell'ambiente operativo.

Il modello di situational awareness di Endsley illustra anche diverse variabili che possono influenzare lo sviluppo e il mantenimento della situational awareness, inclusi fattori individuali, di attività e ambientali. Ad esempio, gli individui variano nella loro capacità di acquisire situational awareness; quindi, la semplice fornitura dello stesso sistema e la formazione non assicurano simili situational awareness tra individui diversi. Il modello di Endsley mostra come la situational awareness:
(Endsley, 1995a, p.65)
Anche se da sola non può garantire un processo decisionale di successo, la situational awareness supporta i processi di input necessari (ad es. riconoscimento dei segnali, valutazione della situazione, previsione) su cui si basano le buone decisioni (Artman, 2000).
La situational awareness comporta anche sia una componente temporale che una spaziale. Il tempo è un concetto importante nella situational awareness, poiché questa è un costrutto dinamico, che cambia a un ritmo dettato dalle azioni degli individui, dalle caratteristiche del compito e dall'ambiente circostante. Quando nuovi input entrano nel sistema, l'individuo li incorpora in questa rappresentazione mentale, apportando le modifiche necessarie nei piani e nelle azioni per raggiungere gli obiettivi desiderati. La situational awareness implica anche la conoscenza spaziale delle attività e degli eventi che si verificano in un luogo specifico di interesse per l'individuo. Pertanto, il concetto di situational awareness include la percezione, la comprensione e la proiezione di informazioni situazionali, nonché componenti temporali e spaziali.
In sintesi, il modello è composto da diversi fattori chiave:
- Percezione, comprensione e proiezione come tre livelli di situational awareness
- Il ruolo degli obiettivi e l'elaborazione diretta degli obiettivi nel dirigere l'attenzione e interpretare il significato delle informazioni percepite
- Il ruolo della rilevanza delle informazioni nell'attirare l'attenzione in modo guidato dai dati e l'importanza di alternare l'elaborazione basata sugli obiettivi e basata sui dati
- Il ruolo delle aspettative (alimentate dal modello attuale della situazione e dai depositi di memoria a lungo termine) nel dirigere l'attenzione e interpretare le informazioni
- Le pesanti richieste sulla memoria di lavoro limitata limitano la situational awareness per i novizi e per quelli in situazioni nuove, ma gli enormi vantaggi dei modelli mentali e della corrispondenza dei modelli con lo schema prototipico che eludono ampiamente questi limiti
- L'uso di modelli mentali per fornire un mezzo per integrare diversi bit di informazione e comprenderne il significato (rilevante per gli obiettivi) e per consentire alle persone di fare proiezioni utili di probabili eventi e stati futuri
- Il ricondurre forme (pattern matching) a schemi - stati prototipici del modello mentale - che forniscono un rapido recupero della comprensione e della proiezione rilevanti per la situazione riconosciuta e in molti casi il recupero in un'unica fase di azioni appropriate per la situazione.

Per una descrizione più completa del modello, vedere Endsley (1995b) e Endsley (2004). Vedi anche Endsley (2000) per una revisione di altri modelli di situational awareness.

## Lasituational awarenessnelle operazioni in team
In molti sistemi e organizzazioni, le persone lavorano non solo come individui, ma come membri di un team. Pertanto, è necessario considerare la situational awareness non solo per i singoli membri del team, ma anche quella del team nel suo insieme. Per iniziare a capire cosa sia necessario per la situational awareness all'interno dei team, è prima necessario definire chiaramente cosa costituisce un team. Un team, infatti, non è un gruppo qualsiasi di individui; piuttosto, i team hanno alcune caratteristiche minime che li definiscono come tali: 
(da Salas et al. (1992))

### Situational awarenessdi team
La situational awareness di team è definita come:
((Endsley, 1995b, pag.39, vedi anche Endsley, 1989))
Il successo o il fallimento di un team dipende dal successo o dal fallimento di ciascuno dei membri del team stesso. Se uno dei membri del team ha una situational awareness scadente, può portare ad un errore critico nelle prestazioni che può minare il successo dell'intero team. Con questa definizione, ogni membro del team deve avere un alto livello di situational awareness sui fattori rilevanti per il proprio compito. Non è sufficiente che un membro del team sia a conoscenza delle informazioni critiche, se un altro membro del team che ne ha bisogno, non ne viene a conoscenza.
In un team, ogni membro ha un sotto-obiettivo, pertinente al proprio ruolo specifico che si inserisce nell'obiettivo generale del team. Associati al sotto-obiettivo di ciascun membro sono un insieme di elementi di situational awareness nei quali è coinvolto.
Poiché i membri di un team sono essenzialmente interdipendenti nel raggiungere l'obiettivo generale del team, saranno presenti alcune sovrapposizioni tra il sotto-obiettivo di ciascun membro ei relativi requisiti di situational awareness. È questo sottoinsieme di informazioni che costituisce gran parte del coordinamento del team. Questa coordinazione può avvenire come uno scambio verbale, una duplicazione di informazioni visualizzate o con altri mezzi.

### Situational awarenesscondivisa
La situational awareness condivisa può essere definita come:
((Endsley & Jones, 1997, 47, 2001, 48))
Com'è implicito da questa definizione, ci sono requisiti di informazione che sono rilevanti per i membri di più team. Una parte importante del lavoro in team riguarda l'area in cui questi requisiti di situational awareness si sovrappongono - i requisiti condivisi di situational awareness esistenti in funzione dell'interdipendenza essenziale dei membri del team. In un team che funziona male, due o più membri possono avere valutazioni diverse su questi requisiti condivisi di situational awareness e quindi comportarsi in modo scoordinato o addirittura controproducente. Invece, in un team che funziona senza intoppi, ogni membro del team condivide una comprensione comune di ciò che sta accadendo su quegli elementi di situational awareness che sono comuni - la situational awareness condivisa. Pertanto, la situational awareness condivisa si riferisce alla sovrapposizione tra i requisiti di situational awareness dei membri del team.
Non tutte le informazioni devono essere condivise. Chiaramente, ogni membro del team è consapevole di molte informazioni che non sono pertinenti per agli altri membri del team. Condividere ogni dettaglio del lavoro di ogni persona creerebbe solo una grande quantità di "rumore", da riordinare per ottenere le informazioni necessarie. Solo le informazioni pertinenti ai requisiti di situational awareness di ciascun membro del team sono necessarie.

### Modello dellasituational awarenessdi team
La situational awareness di team nel suo insieme, quindi, dipende da entrambi:
1. un alto livello di situational awareness tra i singoli membri del team per gli aspetti della situazione necessaria per il loro lavoro
2. un alto livello di situational awareness condivisa tra i membri del team, fornendo un quadro operativo comune accurato di quegli aspetti della situazione comuni ai bisogni di ciascun membro (Endsley & Jones, 2001)

Endsley e Jones (1997; 2001) descrivono un modello di situational awareness di team come mezzo per concettualizzare come i team sviluppino alti livelli di situational awareness condivisa tra i loro membri. Ognuno di questi quattro fattori: requisiti, dispositivi, meccanismi e processi, agisce per aiutare a costruire team e situational awareness condivise.
1. Requisiti della situational awareness in squadra : il grado in cui i membri del team sanno quali informazioni devono essere condivise, comprese le valutazioni e le proiezioni di livello superiore (che di solito non sono altrimenti disponibili per i membri del team) e le informazioni sullo stato dei compiti dei membri del team e capacità attuali.
2. Dispositivi per la situational awareness in squadra : i dispositivi disponibili per la condivisione di queste informazioni, che possono includere comunicazioni dirette (sia verbali che non verbali), display condivisi (ad esempio, display visivi o audio o dispositivi tattili) o un ambiente condiviso. Poiché la comunicazione non verbale, come i gesti e la visualizzazione di artefatti locali, e un ambiente condiviso di solito non sono disponibili nei team distribuiti, ciò pone molta più enfasi sulla comunicazione verbale e sulle tecnologie di comunicazione per la creazione di visualizzazioni di informazioni condivise.
3. Meccanismi della situational awareness in squadra : il grado in cui i membri del team possiedono meccanismi, come i modelli mentali condivisi, che supportano la loro capacità di interpretare le informazioni nello stesso modo e fanno proiezioni accurate riguardo alle azioni degli altri. Il possesso di modelli mentali condivisi può facilitare notevolmente la comunicazione e il coordinamento nelle impostazioni di squadra.
4. Processi della situational awareness in squadra : il grado in cui i membri del team si impegnano in processi efficaci per condividere le informazioni di situational awareness che possono includere una norma di gruppo di assunzioni in discussione, controllandosi reciprocamente per informazioni o percezioni contrastanti, stabilendo coordinamento e prioritizzazione dei compiti e stabilendo contingenza pianificando tra gli altri.

## Esempi disituational awarenessin attività lavorative

### Chiamate mediche di emergenza
Nella formazione medica di Pronto Soccorso fornita dalla Croce Rossa Americana, la necessità di avere la situational awareness all'interno della zona di influenza, appena si approccia un individuo che richiede l'assistenza medica, è il primo aspetto da prendere in considerazione da parte di chi interviene. Esaminare l'area interessata ed essere consapevoli dei rischi potenziali, tra cui quelli che possono aver causato le lesioni da trattare, è un'attività necessaria per garantire che i soccorritori non si feriscano essi stessi e richiedano anche loro un trattamento medico.
La situational awareness per il personale addetto alle operazioni di Pronto Soccorso comprende anche la valutazione e la comprensione di quello che è successo per evitare lesioni ai soccorritori ed anche per fornire informazioni ad altre organizzazioni di soccorso che possono avere bisogno di sapere qual è la situazione via radio prima del loro arrivo sulla zona d'intervento.

### Guida di veicoli
Nell'ambito della sicurezza dei trasporti, la situational awareness è un aspetto molto importante. Una perdita temporanea di questa consapevolezza ha portato a molti incidenti aerei e numerosi disastri ferroviari, compreso ad esempio il deragliamento del treno di Philadelphia del 2015.

### Ricerca e soccorso (Search and Rescue)
All'interno del contesto della ricerca e soccorso, la situational awareness viene applicata in primo luogo per evitare lesioni agli equipaggi, per cercare di essere comunque consapevoli dell'ambiente, dell'andamento del terreno e di molti altri fattori di rilevanza all'interno della propria zona di attività, durante le operazioni di ricerca di individui feriti o dispersi.

### Taglio meccanizzato del legname nei boschi
Nel Servizio Forestale degli Stati Uniti l'uso di motoseghe e troncatrici richiede una specifica formazione e certificazione. Gran parte della formazione descrive la situational awareness come un approccio verso la consapevolezza ambientale, ma anche la consapevolezza di sé, che comprende la consapevolezza del proprio atteggiamento emotivo e della stanchezza, fino ad arrivare anche all'apporto calorico.
La conoscenza della situazione nel contesto forestale comprende anche una valutazione dell'ambiente e dei potenziali rischi per la sicurezza all'interno dell'area di influenza di una squadra di boscaioli. Quando un addetto all'uso della motosega sta per iniziare a tagliare, la terra, il vento, la copertura nuvolosa, la pendenza della collina e molti altri fattori sono esaminati e considerati in modo proattivo, come parte della formazione radicata in ogni boscaiolo ben addestrato.
Vengono valutati gli alberi morti o malati alla portata dei membri del team di boscaioli, così come la forza e la direzione del vento. La disposizione delle sezioni degli alberi da bucare o la magra di un albero da abbattere viene valutata, per avere la consapevolezza di dove l'albero cadrà o si sposterà quando tagliato, dove si trovano gli altri membri della squadra di boscaioli, come si stanno muovendo, se gli escursionisti sono all'interno dell'area di taglio, se gli escursionisti si stanno muovendo o sono fermi.
Le caratteristiche delle sezioni degli alberi da far cadere o lo spessore di un albero da abbattere vengono valutate per prevedere dove l'albero cadrà o come si sposterà a causa del taglio, dove si trovano gli altri membri del team di sega, il modo in cui si muovono, se ci sono escursionisti all'interno della zona di lavoro, se questi escursionisti si stanno muovendo o no.

### Applicazione della legge
Le formazione del personale delle forze dell'ordine comprende sia la consapevolezza di tutto ciò che sta accadendo intorno all'agente di polizia prima, durante e dopo le interazioni con il generico pubblico, ma anche di essere pienamente consapevole di ciò che sta accadendo in tutta l'area non propriamente al centro dell'immediato compito dell'agente.
Nel contesto dell'applicazione della legge, la situational awareness comporta il tenere gli occhi e le orecchie aperte e di valutare ciò che sta accadendo durante un compito specifico, rimanendo pienamente consapevole del proprio ambiente durante la sua esecuzione, e mantenere la stessa consapevolezza quando lo si termina.
La situational awareness nelle operazioni di polizia mira a garantire che un agente non diventi concentrato e assorto su un compito specifico o un problema, impedendogli di venire a conoscenza dell'avvicinarsi di potenziali rischi, o di essere a conoscenza di altri compiti con priorità più alta. La situational awareness è un'attività ininterrotta e continuata di processo e di approccio, impresso negli agenti durante la loro formazione.

### Operazioni contro le minacce informatiche
Nell'ambito della sicurezza informatica, considerare la situational awareness, nelle operazioni di contrasto alle minacce, è l'essere in grado di percepire attività minacciose e possibili vulnerabilità in un dato contesto, in modo che possano essere attivamente difesi i dati, le informazioni, il know-how dell'organizzazione, e si possano identificare saggi compromessi. La situational awareness si ottiene attraverso lo sviluppo e l'utilizzo di soluzioni che spesso attingono a dati ed informazioni provenienti da molte fonti diverse. La tecnologia e gli algoritmi sono poi utilizzati per applicare le conoscenze e l'esperienza per discernere modelli di comportamento che puntano a minacce possibili, probabili e reali.
La situational awareness per team operativi di difesa dalle minacce alla sicurezza informatica appare nella forma di una vista di sistemi condensata, arricchita, spesso grafica, con assegnate delle priorità, e con viste facilmente ricercabili, che si trovano all'interno o in stretta relazione con le aree di responsabilità (come ad esempio le reti aziendali o quelle utilizzate per interessi di sicurezza nazionale). Diversi studi hanno analizzato la percezione di sicurezza e privacy nei seguenti contesti:
- l'informatizzazione della sanità (eHealth)[48]
- la sicurezza di rete[49]
- l'utilizzo di approcci collaborativi per migliorare la consapevolezza degli utenti[50].